# Disproporcioniranje
Disproporcioniranje je kemijska reakcija u kojoj se neki spoj istodobno reducira i oksidira u dva ili više različitih spojeva. Odvija se uglavnom pomoću katalizatora, rjeđe spontano. U anorganskim spojevima središnji atom nekog spoja mijenja oksidacijski broj u višu i nižu vrijednost, npr. bakrov(I) klorid disproporcionira se u bakar i bakrov(II) klorid (2 CuCl -> Cu + CuCl2), jedna se molekula oksidira (CuI -> CuII + e), a druga reducira (CuI + e -> Cu). U organskim spojevima disproporcioniranje se odvija prijenosom vodikovih atoma (npr. oksidoredukcija aldehida u karboksilne kiseline i alkohole Cannizarovom reakcijom).